# Sadelmurkla
Sadelmurkla (Helvella ephippium) är en svampart som beskrevs av Lév. 1841. Sadelmurkla ingår i släktet Helvella och familjen Helvellaceae.  Arten är reproducerande i Sverige. Inga underarter finns listade i Catalogue of Life.